# Cheirodon galusdae
Cheirodon galusdae és una espècie de peix de la família dels caràcids i de l'ordre dels caraciformes.

## Morfologia
- Els mascles poden assolir 5,9 cm de llargària total.[3]

## Hàbitat
Viu en zones de clima subtropical entre 18 °C - 22 °C de temperatura.

## Distribució geogràfica
Es troba a Sud-amèrica, a les conques fluvials pacífiques del Xile central.